# Ophiophycis richardi
Ophiophycis richardi är en ormstjärneart som beskrevs av McKnight 2003. Ophiophycis richardi ingår i släktet Ophiophycis och familjen fransormstjärnor. Inga underarter finns listade i Catalogue of Life.